# Classe Humber
Les monitors de classe Humber étaient trois grandes canonnières, construites en Grande-Bretagne pour la marine brésilienne en 1913. Conçus pour le service sur le fleuve Amazone, ces navires étaient dotés d’un faible tirant d'eau mais d’un armement lourd. Ils étaient parfaitement adaptés aux opérations côtières et fluviales, mais ne convenaient pas pour le service en mer, où leur poids et leur tirant d’eau réduisaient leur vitesse des douze nœuds anticipés à moins de quatre nœuds. La classe comprenait les HMS Humber, Mersey et Severn. Tous les trois ont été repris par la Royal Navy peu de temps avant le déclenchement de la Première Guerre mondiale, et ont été commandés comme petits monitors. Tous les trois ont connu un service intensif pendant la guerre, puis ont été vendus en 1919.

## Construction
Les trois monitors de classe Humber ont été commandés à l’origine par la marine brésilienne comme que canonnières de classe Javari, destinées aux opérations fluviales sur l’Amazone et ses affluents. Commandés au chantier naval Vickers Limited à Barrow-in-Furness, les trois navires ont été lancés en 1913. Alors qu’ils subissaient leurs essais en mer, le gouvernement brésilien a informé Vickers qu’ils ne serait pas en mesure de payer pour ces navires de guerre. Vickers tenta alors de trouver un autre acheteur étranger pour les bateaux, mais le gouvernement britannique intervint le 4 août 1914 pour racheter les canonnières, au prix de 155 000 £ chacune, afin d’éviter qu’elles ne soient achetées par la marine d’un pays neutre, puis revendues à l’Empire allemand.

## Engagements
Les navires étaient stationnés à Douvres pour servir dans la Manche, rattachés à l’escadre de surveillance de Douvres. Pendant la bataille des Frontières et les opérations ultérieures en 1914, les monitors de classe Humber ont tous été utilisés pour bombarder les batteries et les positions allemandes, sous le commandement du contre-amiral Horace Hood.
Les canons des HMS Severn et Mersey s’usèrent bientôt, et ils furent chacun ré-armés d’un seul canon Mk VII de 6 pouces récupéré sur l’épave du HMS Montagu, un cuirassé qui avait fait naufrage sur l’île de Lundy en 1906. Le HMS Humber a conservé sa tourelle à deux canons tout au long de la guerre, les canons étant remplacés par des canons remis à neuf retirés des deux autres navires au besoin.
Au début de 1915, les HMS Mersey et Severn ont été envoyés en Afrique orientale allemande, où le croiseur léger allemand SMS Königsberg se cachait dans le delta du Rufiji. Seuls les canons à longue portée des monitors à faible tirant d’eau pouvaient atteindre le croiseur caché, et bien que le voyage vers l’Afrique de l'Est ait pris près de six mois à la remorque via Malte, les monitors ont finalement réussi à détruire le navire allemand, leurs obus étant dirigés par deux hydravions d’observation.
Pour le reste de la guerre, les trois navires ont participé à d’autres attaques sur les territoires tenus par les Allemands, le HMS Humber (qui avait été envoyé aux Dardanelles en 1915) en mer Méditerranée, et les HMS Mersey et Severn en Afrique orientale allemande, où ils ont opéré contre les positions allemandes dans la colonie. En 1918, les HMS Mersey et Severn ont également été transférés en Méditerranée.

## Monitors de classe Humber
- HMS Humber (ex-Javari) ; mis en service en 1914, sert dans l’escadre de surveillance de Douvres, puis en Méditerranée. Honneurs de bataille : Côte belge 1914, Dardanelles 1915. Vendu le 17 septembre 1921 à F. Rijsdijk pour être utilisé comme navire-grue[2].
- HMS Mersey (ex-Madère) ; mis en service en 1914, a servi dans l’escadron de surveillance de Douvres et au large du delta de Rufiji, terminant la guerre en mer Méditerranée. Honneurs de bataille : Côte belge 1914, Action contre le SMS Königsberg 11 juillet 1915. Vendu le 9 mai 1921 à Thos W Ward, démoli en 1923[1].
- HMS Severn (ex-Solimoes) ; mis en service en 1914, a servi dans l’escadron de surveillance de Douvres et au large du delta de Rufiji, terminant la guerre en Méditerranée. Honneurs de bataille : Côte belge 1914, Action contre le SMS Königsberg 11 juillet 1915. Vendu le 9 mai 1921 à Thos W Ward, démoli en 1923[1].